# Вісар Бекай
Вісар Бекай (алб. Visar Bekaj нар. 24 травня 1997, Приштина, Югославія) — косоварсько-албанський футболіст, воротар клубу КФ «Приштина». Гравець національної збірної Косова.

## Клубна кар'єра
Вісар Бекай почав займатися футболом у приштинского клубі «Раміз Садіку», в 2013 році він приєднався до команди «Приштина», за яку й дебютував на професійному рівні.

## Кар'єра в збірній
13 листопада 2015 року Вісар Бекай дебютував за збірну Косова в товариському матчі проти збірної Албанії, замінивши на 89-й хвилині воротаря Саміра Уйкані.

## Статистика виступів за збірну
| Матчі та голи Вісара Бекая за збірну Косова | Матчі та голи Вісара Бекая за збірну Косова | Матчі та голи Вісара Бекая за збірну Косова | Матчі та голи Вісара Бекая за збірну Косова | Матчі та голи Вісара Бекая за збірну Косова | Матчі та голи Вісара Бекая за збірну Косова | Матчі та голи Вісара Бекая за збірну Косова |
| №                                           | Дата                                        | Місце проведення                            | Суперник                                    | Рахунок                                     | Пропущені м'ячі                             | Змагання                                    |
| ------------------------------------------- | ------------------------------------------- | ------------------------------------------- | ------------------------------------------- | ------------------------------------------- | ------------------------------------------- | ------------------------------------------- |
| 1                                           | 13 листопада 2015                           | Міський стадіон, Приштина                   | Албанія                                     | 2:2                                         | 0                                           | Товариський матч                            |

Загалом: 1 матч / 0 голів; eu-football.info [Архівовано 24 червня 2018 у Wayback Machine.].

## Титули і досягнення
- Володар Суперкубок Косова (1): 2016
- Володар Кубка Косова (2): 2017–2018, 2019–2020
- Чемпіон Албанії (1): 2021–2022
- Володар Суперкубок Албанії (1): 2022